# Брза-Паланка
Брза-Паланка (серб. Брза Паланка) — посёлок городского типа в Сербии, в Борском округе, общины Кладово.
Расположен на правом берегу Дуная недалеко от границы с Румынией.
По данным 2011 года здесь проживало 886 жителей.

## История
Во времена Римской империи на его нынешнем месте был римский город Aegeta. До 1965 года был административным общины.

## Демография
| 1948  | 1953  | 1961  | 1971  | 1981  | 1991  | 2002  |
| ----- | ----- | ----- | ----- | ----- | ----- | ----- |
| 1.739 | 1.683 | 1.801 | 1.668 | 1.699 | 1.557 | 1.076 |

## Известные уроженцы
- Лилич, Зоран — сербский и югославский политик, второй президент Союзной Республики Югославии (1993-1997). Самый молодой президент в истории югославского государства.